# Джерело (пам'ятка природи, Березнегуватський район)
Джерело — гідрологічна пам'ятка природи місцевого значення в Україні. Розташована на території Березнегуватського району Миколаївської області, у межах Березнегуватської селищної ради.
Площа — 0,1 га. Статус надано згідно з рішенням Миколаївської обласної ради № 448 від 23.10.1984 року задля охорони виходу ґрунтових вод.
Заказник перебуває на сході смт Березнегувате на лівому березі річки Висунь.